# 蜜のあわれ
『蜜のあわれ』（みつのあわれ）は、室生犀星が1959年に刊行した幻想小説。『新潮』1959年（昭和34年）1月号から4月号に連載、同年に新潮社より刊行された。対話体小説である。
2016年にはこれを原作とする日本映画が公開された。

## 書誌情報
- 蜜のあはれ（1959年、新潮社）
- 蜜のあはれ（1961年、講談社ミリオン・ブックス)
- 蜜のあわれ・われはうたえどもやぶれかぶれ（1993年4月28日、講談社文芸文庫、ISBN 978-4-06-196224-8）
- 蜜のあわれ（2007年6月12日、小学館、写真：なかやまあきこ、ISBN 978-4-09-387727-5）

## 映画
石井岳龍監督、二階堂ふみ主演により映画化され、2016年4月1日に公開された。
鈴木清順監督が最晩年に映画化を構想していたとされ、劇中には鈴木監督への敬意も込めて同監督の『踏みはずした春』（1958年）の映画看板が登場する。

### キャスト
- 赤井赤子 - 二階堂ふみ
- 老作家 - 大杉漣
- 田村ゆり子 - 真木よう子
- 金魚売り - 永瀬正敏
- 丸田丸子 - 韓英恵
- バーテン - 渋川清彦
- 酌婦 - 岩井堂聖子
- 小沢医師 - 上田耕一
- 芥川龍之介 - 高良健吾

### スタッフ
- 原作 - 室生犀星『蜜のあわれ』
- 監督 - 石井岳龍
- 脚本 - 港岳彦
- 音楽 - 森俊之、勝本道哲
- 撮影 - 笠松則通
- 照明 - 岩下和裕
- 録音 - 古谷正志
- 音響効果 - 勝俣まさとし
- 編集 - 武田峻彦、石井岳龍
- 美術 - 齋藤佐都子
- 美術デザイン - 佐々木尚
- 衣装デザイン - 澤田石和寛
- メインタイトル - 赤松陽構造
- ダンス指導 - 植杉佳代
- 特殊メイク - 宗理起也
- アクション指導 - 高木英一
- アクション吹替 - 金子佳代
- ロケ協力 - 加賀市観光交流課、金沢フィルムコミッション、富山県ロケーションオフィス、富山市フィルムコミッション、滑川市、高岡市　ほか
- プロデューサー - 小林千恵、森重晃
- ラインプロデューサー - 湊谷恭史
- 配給 - ファントム・フィルム
- 制作プロダクション - ステューディオスリー
- 製作 - 『蜜のあわれ』製作委員会（あいうえお館、ファントム・フィルム、オデッサ・エンタテインメント、北國新聞社、ステューディオスリー、ミュージック・プランターズ、ナコオフィス、テレビ金沢、ディー・エル・イー、エイチアイディー・インターアクティカ、ザフール）